# Rosnička levantská
Rosnička levantská (Hyla savignyi), též rosnička Savygniho, je druh žáby z čeledi rosničkovitých dorůstající velikosti 30–47 mm. Vyskytuje se v Arménii, Ázerbájdžánu, Egyptě, Gruzii, Íránu, Iráku, Izraeli, Jordánsku, Libanonu, Saúdské Arábii, Sýrii, Turecku, Jemenu a na Kypru.